# Dichotomius tristis
Dichotomius tristis là một loài bọ cánh cứng trong họ Bọ hung (Scarabaeidae).